# Hermann-Löns-Straße 1 (Mönchengladbach)

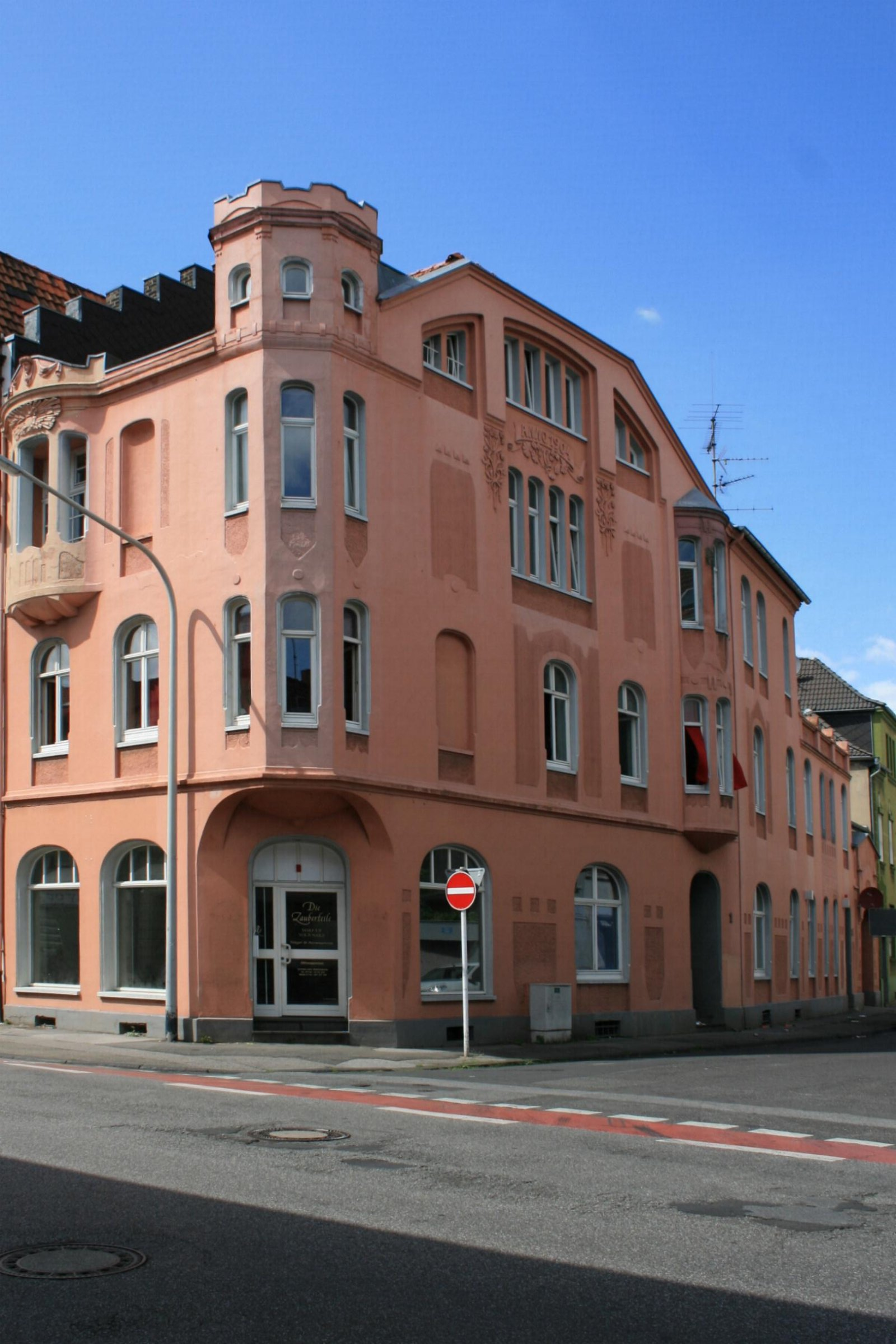
Wohngeschäftshaus (2010)

Das Wohngeschäftshaus Hermann-Löns-Straße 1 steht im Stadtteil Rheydt in Mönchengladbach (Nordrhein-Westfalen).
Das Gebäude wurde 1904 erbaut. Es wurde unter Nr. H 008  am 4. Dezember 1984 in die Denkmalliste der Stadt Mönchengladbach eingetragen.

## Architektur
Das dreigeschossige Jugendstilgebäude mit Krüppelwalmdach ist ein Wohngeschäftshaus aus dem Jahre 1904. Die Fassade ist sparsam gestaltet, glatt verputzt mit einer Eckerkerandeutung über zwei Geschosse mit Turmkrone polygonal im Walmdachbereich. In der Hermann-Löns-Straße ist das Gebäude im Straßenverlauf ein Mal abgeknickt, die Knickung ist mit einem zweigeschossigen Runderker betont sowie im weiteren Verlauf eine dreifache Gebäudeabstufung bis zu einer Tordurchfahrt mit Dreiecksgiebel. Das Objekt Nr. 1 bildet zusammen mit dem Nachbargebäude Düsseldorfer Straße 47 eine Baugruppe.